# Panzeria nigropalpis
Panzeria nigropalpis là một loài ruồi trong họ Tachinidae.